# Escapism
Escapism is een nummer van de Britse zangeres Raye met de Amerikaanse rapper 070 Shake. Het nummer werd op 12 oktober 2022 in eigen beheer uitgebracht als de derde single van haar debuutalbum My 21st Century Blues (2023). De single piekte in de Britse UK Singles Chart op de eerste plaats en in de Amerikaanse Billboard Hot 100 op plaats 22. In de Nederlandse Top 40 haalde Escapism de 10e positie en in de Vlaamse Ultratop 50 de 18e positie.